# Littorina keenae
Littorina keenae är en snäckart som beskrevs av Rosewater 1978. Littorina keenae ingår i släktet Littorina och familjen strandsnäckor. Inga underarter finns listade i Catalogue of Life.